# RFL Championship 1972-73
El Championship de 1972-73 fue la 78.º edición del torneo de rugby league más importante de Inglaterra.

## Formato
Los equipos se enfrentaron en formato de todos contra todos, los primeros 16 equipos clasificaron a postemporada, mientras que el resto descendió a la recién creada Segunda División
Se otorgaron 2 puntos por cada victoria, 1 por el empate y 0 por la derrota.

## Desarrollo

### Tabla de posiciones
| Pos. | Equipo               | Encuentros | Encuentros | Encuentros | Encuentros | Tantos | Tantos | Tantos | Puntos |
| Pos. | Equipo               | PJ         | PG         | PE         | PP         | F      | C      | Dif.   | Puntos |
| ---- | -------------------- | ---------- | ---------- | ---------- | ---------- | ------ | ------ | ------ | ------ |
| 1    | Warrington Wolves    | 34         | 27         | 2          | 5          | 816    | 400    | +416   | 56     |
| 2    | Featherstone Rovers  | 34         | 27         | 0          | 7          | 768    | 436    | +332   | 54     |
| 3    | Leeds Rhinos         | 34         | 26         | 1          | 7          | 810    | 324    | +486   | 53     |
| 4    | St Helens RFC        | 34         | 24         | 2          | 8          | 623    | 298    | +325   | 50     |
| 5    | Wakefield Trinity    | 34         | 25         | 0          | 9          | 814    | 398    | +416   | 50     |
| 6    | Salford Red Devils   | 34         | 25         | 0          | 9          | 723    | 383    | +340   | 50     |
| 7    | Castleford Tigers    | 34         | 25         | 0          | 9          | 704    | 404    | +300   | 50     |
| 8    | Dewsbury Rams        | 34         | 23         | 0          | 11         | 534    | 354    | +180   | 46     |
| 9    | Oldham RLFC          | 34         | 20         | 2          | 12         | 604    | 349    | +255   | 42     |
| 10   | Hull Kingston Rovers | 34         | 20         | 1          | 13         | 731    | 522    | +209   | 41     |
| 11   | Rochdale Hornets     | 34         | 20         | 1          | 13         | 438    | 426    | +12    | 41     |
| 12   | Widnes Vikings       | 34         | 19         | 0          | 15         | 592    | 458    | +134   | 38     |
| 13   | Leigh Centurions     | 34         | 18         | 2          | 14         | 479    | 390    | +89    | 38     |
| 14   | Bramley RLFC         | 34         | 18         | 1          | 15         | 452    | 453    | -1     | 37     |
| 15   | Whitehaven RLFC      | 34         | 18         | 1          | 15         | 408    | 512    | -104   | 37     |
| 16   | Wigan Warriors       | 34         | 17         | 1          | 16         | 577    | 491    | +86    | 35     |
| 17   | York FC              | 34         | 17         | 1          | 16         | 586    | 575    | +11    | 35     |
| 18   | Halifax RLFC         | 34         | 17         | 0          | 17         | 543    | 562    | -19    | 34     |
| 19   | Batley Bulldogs      | 34         | 15         | 0          | 19         | 537    | 600    | -63    | 30     |
| 20   | Keighley Cougars     | 34         | 15         | 0          | 19         | 451    | 505    | -54    | 30     |
| 21   | Swinton Lions        | 34         | 14         | 1          | 19         | 441    | 458    | -17    | 29     |
| 22   | Workington Town      | 34         | 12         | 1          | 21         | 444    | 464    | -20    | 25     |
| 23   | Bradford Northern    | 34         | 12         | 0          | 22         | 582    | 685    | -103   | 24     |
| 24   | Huddersfield Giants  | 34         | 10         | 2          | 22         | 465    | 598    | -133   | 22     |
| 25   | Hull FC              | 34         | 11         | 0          | 23         | 494    | 693    | -199   | 22     |
| 26   | Barrow Raiders       | 34         | 7          | 0          | 27         | 351    | 775    | -434   | 14     |
| 27   | Doncaster RLFC       | 34         | 6          | 0          | 28         | 298    | 911    | -613   | 12     |
| 28   | Hunslet FC           | 34         | 5          | 0          | 29         | 371    | 916    | -545   | 10     |
| 29   | Blackpool Borough    | 34         | 4          | 0          | 30         | 324    | 972    | -648   | 8      |
| 30   | Liverpool Stanley    | 34         | 3          | 1          | 30         | 243    | 879    | -636   | 7      |

|  | Clasificados a postemporada.  |
|  | Desciende a segunda división. |

### Postemporada

#### Octavos de final
| 1973 | Leeds | 45 - 8 | Bramley |  |  |

| 1973 | Castleford | 24 - 12 | Hull Kingston Rovers |  |  |

| 1973 | St. Helens | 29 - 14 | Leigh |  |  |

| 1973 | Wakefield Trinity | 33 - 6 | Widnes |  |  |

| 1973 | Warrington | 30 - 15 | Wigan |  |  |

| 1973 | Salford | 10 - 14 | Rochdale Hornets |  |  |

| 1973 | Featherstone Rovers | 14 - 4 | Whitehaven |  |  |

| 1973 | Dewsbury | 29 - 14 | Oldham |  |  |

#### Cuartos de final
| 1973 | Leeds | 30 - 5 | Castleford |  |  |

| 1973 | St. Helens | 28 - 0 | Wakefield |  |  |

| 1973 | Warrington | 16 - 9 | Rochdale Hornets |  |  |

| 1973 | Featherstone Rovers | 7 - 26 | Dewsbury |  |  |

#### Semifinal
| 1973 | Leeds | 7 - 2 | St. Helens |  |  |

| 1973 | Warrington | 7 - 12 | Dewsbury |  |  |

#### Final
| 19 de mayo de 1973 | Dewsbury Rams | 22 - 12 | Leeds Rhinos | Odsal Stadium, Bradford |  |

| Bandera de Inglaterra |
| Campeón Dewsbury Rams |
| Primer título         |